# Markaz al Badrashayn
Markaz al Badrashayn (arabiska: مركز البدرشين) är en region i Egypten.   Den ligger i guvernementet Giza, i den norra delen av landet, 27 km söder om huvudstaden Kairo.